# NXT Roadblock (2024)
NXT Roadblock (2024) foi o terceiro especial anual de luta livre profissional do NXT Roadblock produzido pela WWE e o quinto evento Roadblock geral. Foi realizado para lutadores da divisão da marca NXT da promoção. O evento aconteceu no dia 5 de março de 2024, no WWE Performance Center em Orlando, Flórida e foi transmitido ao vivo como um episódio especial do NXT na USA Network. O título do evento é uma referência à sua posição no caminho para o NXT Stand & Deliver, o evento WrestleMania Weekend do NXT.
Seis lutas foram disputadas no evento. No evento principal, Tony D'Angelo derrotou Carmelo Hayes para se tornar o desafiante número 1 pelo Campeonato do NXT. Em outra luta de destaque, The Kabuki Warriors (Asuka e Kairi Sane) derrotaram Tatum Paxley e Lyra Valkyria para reter o Campeonato de Duplas Femininas da WWE, e na luta de abertura, Dijak derrotou Joe Gacy em uma luta Asylum. O evento também contou com os retornos de Sol Ruca e Trick Williams.

## Produção

### Introdução
Roadblock é um evento de luta profissional criado pela WWE em 2016. O evento inaugural foi realizado em março daquele ano e foi ao ar exclusivamente na WWE Network. O nome do evento era uma referência à sua posição no "Road to WrestleMania". Em julho de 2016, a WWE reintroduziu a extensão da marca, onde o plantel foi dividido entre marcas onde os lutadores eram designados exclusivamente para atuar. Roadblock foi trazido de volta no mesmo ano, em dezembro, como um evento exclusivo do Raw sob o título Roadblock: End of the Line. Foi ao ar em pay-per-view (PPV) e na WWE Network com seu nome em referência a ser o PPV final da WWE de 2016. O Roadblock foi então descontinuado sem quaisquer outros eventos programados. No entanto, Roadblock foi revivido para a marca NXT como um episódio especial de televisão do NXT intitulado NXT Roadblock. No Vengeance Day, foi anunciado que a versão 2024 do NXT Roadblock ocorreria em 5 de março de 2024.

### Rivalidades
O card incluiu lutas que resultaram de histórias roteirizadas, onde os lutadores retrataram vilões, heróis ou personagens menos distinguíveis em eventos roteirizados que criaram tensão e culminaram em uma luta ou série de lutas. Os resultados foram predeterminados pelos escritores da WWE na marca NXT, enquanto as histórias foram produzidas no programa semanal de televisão, NXT, e no programa suplementar de streaming online, Level Up.
No episódio de 13 de fevereiro de 2024 do NXT, Baron Corbin e Bron Breakker venceram o Campeonato de Duplas do NXT. Uma semana depois, uma partida foi feita entre Chase University (Duke Hudson e Andre Chase) e Axiom e Nathan Frazer, com os vencedores se tornando os desafiantes nº 1 ao Campeonato de Duplas do NXT, onde Chase U venceu a partida. A luta pelo título foi então anunciada para Roadblock.
No episódio de 16 de janeiro do NXT, Dijak enfrentou Trey Bearhill, com Joe Gacy atuando como comentarista. Durante a partida, Gacy deu uma cabeçada em Dijak. Depois que Dijak venceu a partida contra Bearhill, Gacy atacou Dijak por trás e os dois homens começaram a brigar. Na semana seguinte, foi marcada uma partida entre Gacy e Dijak, mas a partida não aconteceu devido ao ataque de Gacy a Dijak antes do sinal tocar. Os dois homens continuaram lutando até serem separados por árbitros e seguranças. No Vengeance Day, Dijak derrotou Gacy em uma luta sem desqualificação. Durante as lutas de Dijak após o Vengeance Day, Gacy começou a aparecer sob o avental do ringue. No episódio de 13 de fevereiro do NXT, Gacy enfrentou Carmelo Hayes em uma tentativa perdida. Após a luta, Dijak atacou Gacy com um cassetete e o prendeu em uma camisa de força e saiu. Na semana seguinte, Dijak trancou Gacy em uma cela de asilo, com Gacy rindo e dizendo a Dijak que "isso não acabou". No episódio de 27 de fevereiro do NXT, Dijak derrotou Luca Crusifino. Após a luta, Gacy rasgou a camisa de força e começou a espancar Dijak até que os dois foram aos bastidores, onde continuaram lutando. Uma partida de Asylum foi então anunciada para Roadblock entre Dijak e Gacy.
No Vengeance Day, Trick Williams, que estava acompanhado por Carmelo Hayes, não conseguiu vencer o Campeonato do NXT de Ilja Dragunov. Após a luta, Hayes atacou Williams com uma cadeira de aço, encerrando a parceria, tornando vilão no processo. No episódio seguinte do NXT, Hayes revelou que foi ele quem atacou Williams em outubro de 2023 e estava de olho em Dragunov e no Campeonato do NXT. No episódio de 29 de fevereiro do NXT, Tony D'Angelo disse a Dragunov que estava disposto a ganhar uma chance pelo título no Campeonato do NXT, com o que Dragunov concordou. A Gerente Geral do NXT, Ava, então marcou uma luta entre Hayes e D'Angelo no Roadblock para determinar o candidato ao Campeonato do NXT, no Stand & Deliver.
Em dezembro de 2023, Tatum Paxley desenvolveu uma obsessão perturbada pela Campeã Feminina do NXT Lyra Valkyria. Nos meses seguintes, Paxley interferiu nas lutas de Valkyria, inclusive ajudando Valkyria a manter seu título no Vengeance Day. No episódio de 19 de fevereiro do NXT, Valkyria disse a Paxley que se ela ficasse nos bastidores durante a luta pelo título naquela noite, ela faria uma surpresa para Paxley, o que ela fez. Uma semana depois, Valkyria revelou que depois de conversar com a Gerente Geral do NXT, Ava, Valkyria e Paxley enfrentariam as Kabuki Warriors (Asuka e Kairi Sane) pelo Campeonato de Duplas Femininas da WWE no Roadblock, que mais tarde foi oficializado.

## Resultados
| Nº                                          | Resultados                                                                                                   | Estipulações                                                                                | Tempo |
| ------------------------------------------- | --- | ------------------------------------------------------------------------------------------- | ----- |
| 1                                           | Dijak derrotou Joe Gacy                                                                                      | Luta Asylum                                                                                 | 12:46 |
| 2                                           | Bron Breakker e Baron Corbin (c) derrotaram Chase University (Andre Chase e Duke Hudson) (com Riley Osborne) | Luta de duplas pelo Campeonato de Duplas do NXT                                             | 11:18 |
| 3                                           | Shawn Spears derrotou Uriah Connors                                                                          | Luta individual                                                                             | 1:12  |
| 4                                           | The Kabuki Warriors (Asuka e Kairi Sane) (c) derrotaram Lyra Valkyria e Tatum Paxley                         | Luta de duplas pelo Campeonato de Duplas Femininas da WWE                                   | 13:14 |
| 5                                           | Fallon Henley derrotou Blair Davenport                                                                       | Luta individual                                                                             | 3:28  |
| 6                                           | Tony D'Angelo derrotou Carmelo Hayes                                                                         | Luta individual para determinar o desafiante Nº 1 pelo Campeonato do NXT no Stand & Deliver | 10:34 |
| (c) – Refere-se aos campeões antes da luta. | |                                                                                             |       |